# Andrew Hoskins
Andrew Hoskins (* 20. Dezember 1975 in Edmonton) ist ein ehemaliger kanadischer Ruderer, der zwei Weltmeistertitel im Achter gewann.
Der etwa 1,90 m große Andrew Hoskins vom Edmonton Rowing Club trat 2000 erstmals im Ruder-Weltcup an und erreichte im Zweier ohne Steuermann zweimal den zehnten Platz. 2001 gewann er beim Weltcup-Auftakt in New Jersey mit dem Vierer ohne Steuermann, es waren allerdings nur zwei Boote am Start. Bei den Weltmeisterschaften in Luzern belegte er mit dem kanadischen Achter den sechsten Platz. 2002 siegte der Achter in der Besetzung Matt Swick, Kevin Light, Ben Rutledge, Kyle Hamilton, Joseph Stankevicius, Andrew Hoskins, Adam Kreek, Jeff Powell und Steuermann Brian Price bei den Weltmeisterschaften in Sevilla. Mit David Calder für Matt Swick verteidigten die Kanadier ihren Titel bei den Weltmeisterschaften 2003 in Mailand. Nach Siegen in München und Luzern im Weltcup 2004 erreichten die Kanadier bei der Olympischen Regatta in Athen nur den fünften Platz. Nach einem siebten Platz mit dem Achter bei den Weltmeisterschaften 2005 beendete Hoskins seine Karriere.
Andrews jüngere Schwester Zoë Hoskins nahm 2008 an den olympischen Ruderwettbewerben teil.